# リトル・ガール (映画)
リトル・ガール（英語: Little Girl、フランス語: Petite Fille）は、2020年のフランスのドキュメンタリー映画である。脚本・監督はSébastien Lifshitz。シネマトグラファーはPaul Guilhaumeで、編集はPauline Gaillardである。この作品は、出生時に男性として割り当てられたが、4歳の頃から自分が女の子であることを理解していた、トランスジェンダーの7歳のサーシャの物語に焦点を当てている。彼女はジェンダーを専門とする精神科医の診察を受け、性別違和と診断された。このドキュメンタリーは、サーシャとその家族がサシャのトランジションを支援する際にフランスの地方で直面する困難を追ったものである。

## 上映
『リトル・ガール』は、2020年にベルリン国際映画祭のPanorama Queer映画部門で上映された。2020年のチューリッヒ映画祭とシカゴ国際映画祭でも上映された。イギリスでは、2021年にBBC FourとBBC iPlayerでStoryvilleのドキュメンタリー作品として放映された

## 評価
The GuardianのLeslie Felperinは、このドキュメンタリーに5つ星中4つを与え、Guilhaumeの「透明な（limpid）」映画撮影について、「（鑑賞者に）サーシャと彼女の周りの大人たちの顔の表情のすべてを観察できるようにした」と称賛した。
The TimesのBen Dowellも、5つ星中4つの評価を与えた。

## 受賞
- Winner, European Film Award for Best Sound Designer（英語版） at the European Film Awards[13]
- The 2020 Grand Prix for Best Film at Film Fest Gent（英語版）[14]
- Silver Hugo for Best Documentary film at the 2020 Chicago International Film Festival[15]
- The Prix du public at the Rencontres Internationales du Documentaire de Montréal (RIDM) in 2020[16]
- Side by Side（英語版） LGBT Film Festival, Saint Petersburg 2020 Best Documentary[17]